# Ranavalona Ire
Ranavalona Ire, née vers 1788 et morte le 16 août 1861, est une reine malgache issue des hautes terres de l'île (en Imerina). Elle règne sur le royaume de Madagascar de 1828 à 1861.
Elle est d'abord désignée du nom de Mavo (ou Ramavo) et ensuite Rabodonandrianampoinimerina (ce qui signifie « la petite fille ingénue d'Andrianampoinimerina »), en référence à son oncle par adoption, le roi Andrianampoinimerina. Elle devient reine de Madagascar après la mort de son mari et cousin issu de germain par son père, Radama Ier. On la désigne également par le titre de Ranavalo-Manjaka Ire (« Ranavalona régnante »). 
Mettant fin à la plupart des relations commerciales extérieures, la reine a poursuivi une politique d'autonomie, rendue possible grâce au recours fréquent à la longue tradition du fanompoana, un travail forcé remplaçant le paiement d'impôts en argent ou en biens. Ranavalona poursuivit les guerres d'expansion menées par son prédécesseur, Radama Ier, dans le but d'étendre son royaume sur toute l'île, et imposa des sanctions à ceux qui étaient jugés comme ayant agi contre sa volonté. En grande partie à cause des pertes de vies humaines au cours des années de campagnes militaires, des taux de mortalité élevés parmi les travailleurs de la fanompoana et des dures traditions de justice sous son règne, on estime que la population de Madagascar a diminué d'environ 5 millions à 2,5 millions entre 1833 et 1839, et la population d'Imerina de 750 000 à 130 000 entre 1829 et 1842. Ces statistiques ont contribué à une vision défavorable du règne de Ranavalona dans les récits historiques.
Les contemporains européens de Ranavalona ont généralement condamné sa politique et l'ont qualifiée de « tyran » et de « folle ». Ces caractérisations négatives, qui lui ont valu le surnom de « monarque fou de Madagascar », ont persisté dans la littérature occidentale jusqu'au milieu des années 1970. 
Des recherches universitaires ultérieures ont présenté les actions de Ranavalona comme celles d'une reine tentant d'étendre son empire tout en protégeant la souveraineté malgache contre l'empiétement de l'influence culturelle et politique européenne.

## Biographie

### Enfance et accession au trône
Rabodonandrianampoinimerina naît entre 1788 et 1790 d'Andriantsalamanjaka, cousin germain paternel du roi Andrianampoinimerina, et est ensuite adoptée par Ralesoka, sœur aînée de ce dernier. C'est à ce titre qu'elle devient membre de la très haute aristocratie malgache, ce qui amène Andrianampoinimerina à en faire l'épouse principale de son fils et successeur immédiat, Radama, futur Radama Ier. La lignée royale perdure ainsi, fruit de nobles ascendances.
Lorsque Radama meurt le 27 juillet 1828, il laisse derrière lui la princesse héritière Razafinimanjaka Raketaka, son unique fille qu'il a eue avec la reine Sakalava Rasalimo. Selon la coutume locale, l'héritier légitime est Rakotobe, le fils aîné de la sœur aînée de Radama. Jeune homme intelligent et aimable, Rakotobe est le premier élève à avoir étudié dans la première école créée par le London Missionary Society à Antananarivo, sur les terrains du palais royal. Radama meurt en compagnie de deux courtisans de confiance qui étaient favorables à la succession de Rakotobe. Cependant, ils hésitent pendant plusieurs jours à rapporter les nouvelles de la mort du roi, craignant des représailles possibles contre eux pour avoir été impliqués dans la dénonciation de l'un des rivaux du roi, dont la famille avait un intérêt dans la succession après Radama. Pendant ce temps, un autre courtisan, un officier militaire de haut rang nommé Andriamamba, a découvert la vérité et a collaboré avec d'autres agents puissants — Andriamihaja, Rainijohary et Ravalontsalama — pour appuyer la demande de Ramavo d'accession au trône. Ces officiers ont caché Ramavo et un de ses amis dans un endroit sûr ; ils ont ensuite obtenu le soutien de plusieurs courtisans influents et puissants, y compris les juges et les gardiens de la sampy (des idoles royales). L'armée se rallie derrière Ramavo, de telle sorte que le 11 août 1828, quand elle se nomme successeur de Radama sous prétexte qu'il l'avait lui-même décrété, il ne peut y avoir aucune résistance immédiate. Ramavo prend le nom de trône de Ranavalona, puis suit la coutume royale en capturant systématiquement et en mettant à mort ses rivaux politiques, y compris Rakotobe, sa famille et d'autres membres de la famille de Radama, autant que Radama l'a fait à la propre famille de la reine lors de sa succession au trône de cette dernière. Son couronnement a lieu le 12 juin 1829,.

### Préservation et expansion du royaume
Elle poursuit l'expansion territoriale de son royaume et mène de nombreuses expéditions pour pacifier les territoires conquis, tels le Ménabe méridional, le Boina et les régions du nord-est de l'île. La reine Ranavalona a poursuivi les incursions militaires initiées sous Radama Ier pour pacifier les royaumes voisins et maintenir leur soumission au règne Merina. Ces politiques ont eu un effet négatif sur la croissance économique et démographique pendant son règne. Le travail des fanompoana parmi la population d'Imerina pourrait inclure la conscription dans l'armée, permettant à la reine de lever une armée permanente estimée à 20 000 à 30 000 soldats. Cette armée, envoyée dans des expéditions répétées dans les provinces voisines, imposait de sévères sanctions aux communautés résistant à la domination merina. Les exécutions massives étaient courantes, et ceux qui étaient épargnés étaient généralement ramenés à Imerina comme esclaves (andevo), et leurs objets de valeur saisis comme butin pour augmenter la richesse de la couronne. Environ un million d'esclaves sont entrés en Imerina depuis les zones côtières entre 1820 et 1853, constituant un tiers de la population totale des hauts plateaux du centre et les deux tiers de tous les résidents d'Antananarivo.

### Lutte contre l'influence étrangère
Elle combat l'influence étrangère, notamment celle des missionnaires chrétiens, dont les fidèles sont martyrisés. La puissance de certaines castes s'accroît, comme celle des andriana de la famille royale et celle des chefs militaires hova.

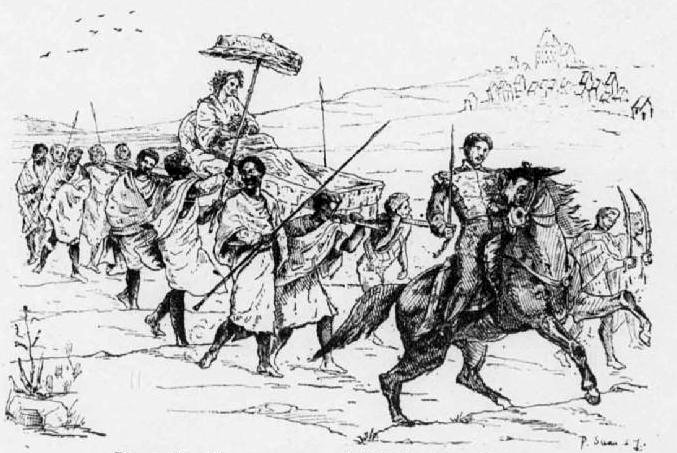
Arrivée triomphante de la reine Ranavalona dans la capitale.

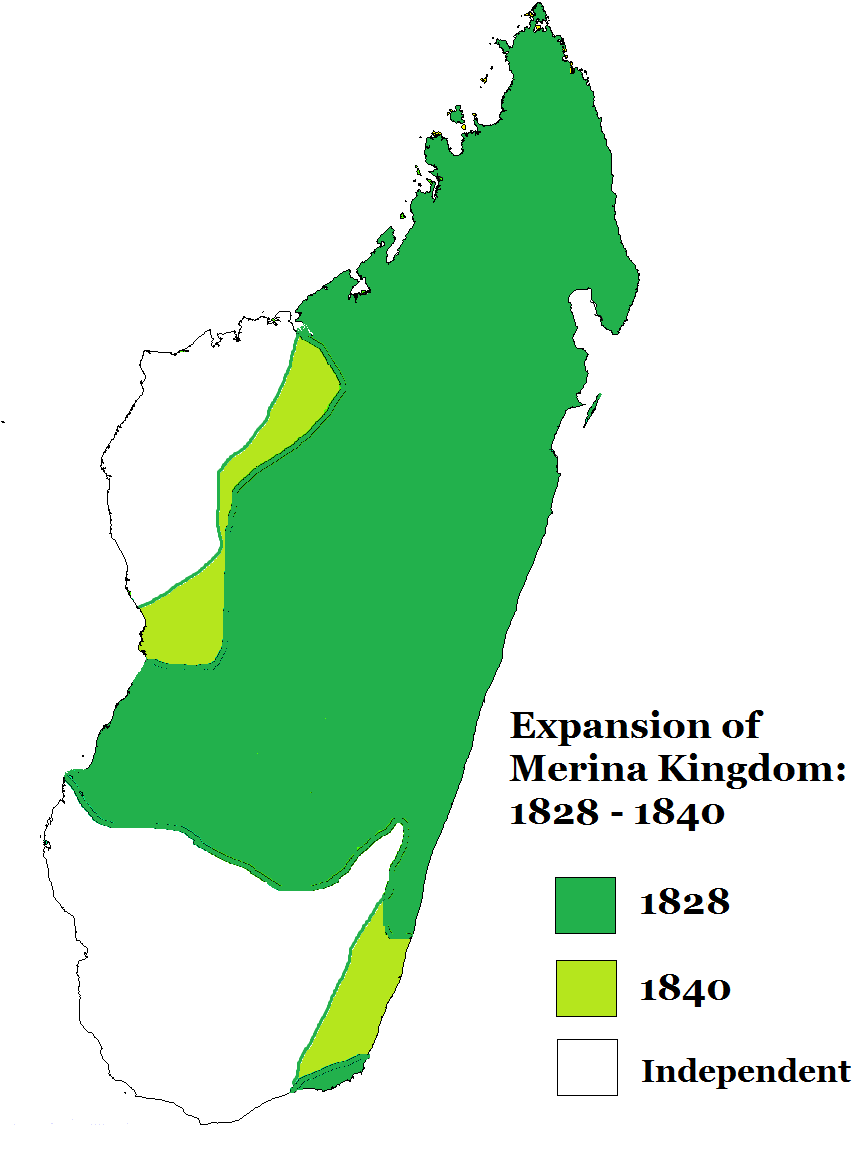
Étendue et expansion du royaume Merina sur l'île de Madagascar sous Ranavalona Ire, 1828-1840.

Dans un premier temps, Ranavalona Ire cherche à poursuivre l'œuvre de modernisation du royaume commencée par son prédécesseur. Très vite cependant, elle doit faire face à l'hostilité des Français qui, en 1829, entreprennent par l'intermédiaire de l'amiral Gourbeyre d'attaquer divers points de la côte orientale de l'île. Cette agression inopinée aiguise la méfiance de la reine contre les ambitions européennes, d'autant plus que l'œuvre d'évangélisation des missionnaires britanniques, installés au cœur du royaume depuis 1820, commence à porter ses fruits. Redoutant par-dessus tout la perte de l'indépendance pour son pays, elle dénonce le traité anglo-malgache de 1820 et demande donc aux Britanniques de renoncer à la propagation religieuse pour se contenter des travaux d'éducation auxquels elle tient beaucoup. Mais ces derniers refusent et, en 1835, la reine les fait expulser de l'île.
Elle se contente ensuite de recourir à la contribution de techniciens indépendants, tels notamment que l'aventurier Jean Laborde, pour l'aider à poursuivre les travaux de modernisation (il lui fait notamment construire une maison de repos). Celui-ci accomplit sans l'aide d'aucun technicien une œuvre considérable, en dotant Madagascar d'une industrie métallurgique et chimique et en introduisant un grand nombre de nouveautés techniques. Il fait aussi fabriquer des canons alors qu'elle missionne un Français, Napoléon de Lastelle, afin qu'il lui fournisse des fusils. Pour contrebalancer l'influence européenne, les dirigeants malgaches envisagent des contacts entre le port de Majunga et Zanzibar.

### Lutte contre le christianisme

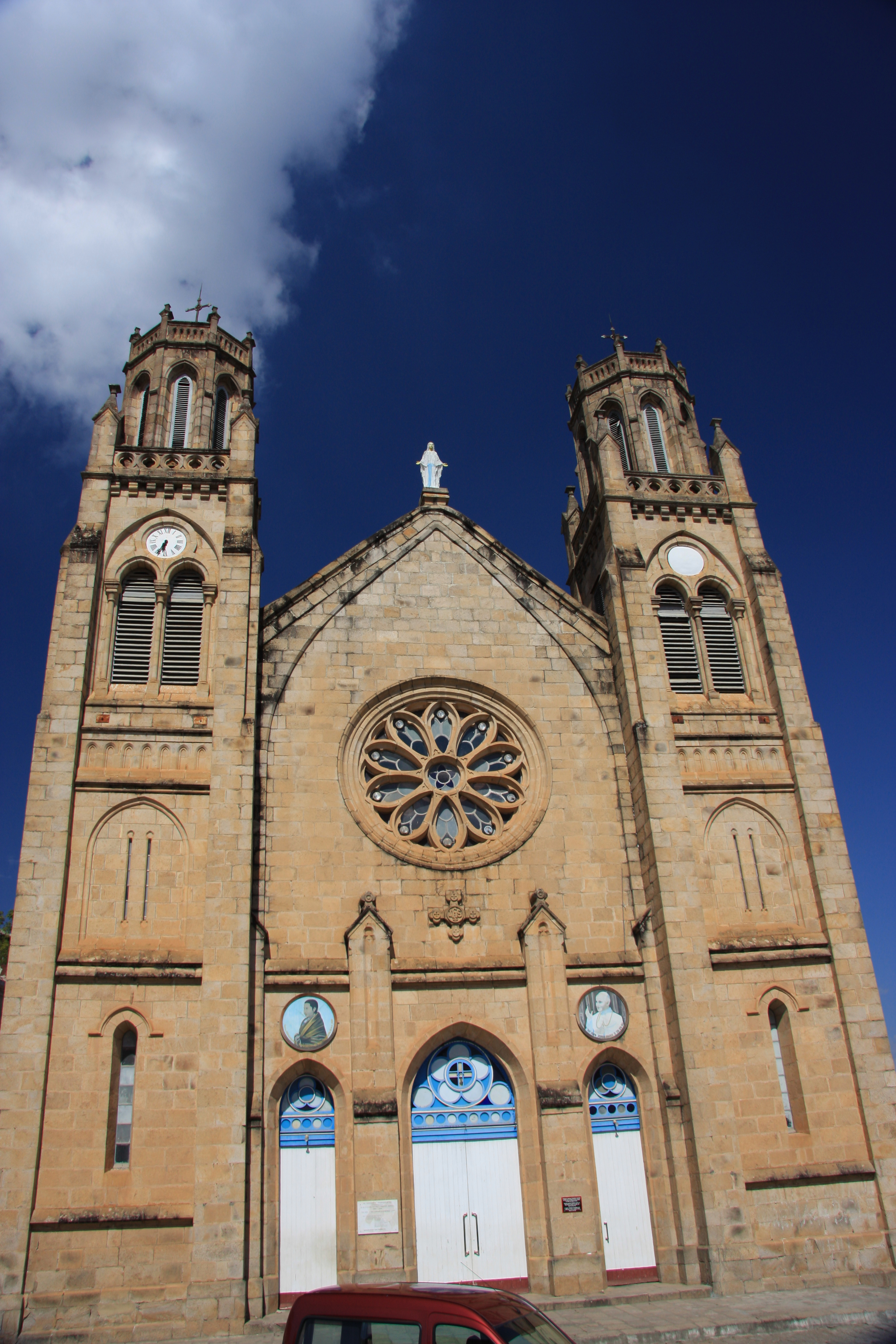
Cathédrale d'Andohalo, construite sur une falaise à Antananarivo où Ranavalona fit exécuter des missionnaires chrétiens malgaches.

La conversion des principaux dirigeants religieux, politiques et sociaux déclenche une violente réaction, qui conduit Ranavalona à se méfier des effets politiques et culturels du christianisme, qui selon elle conduisent les Malgaches à abandonner leurs ancêtres et leurs traditions. En octobre et novembre 1831, la reine promulgue une interdiction des mariages chrétiens, des baptêmes et des services religieux pour les soldats et les membres du gouvernement étudiant dans les écoles missionnaires et, en décembre, étend l'interdiction d'assister aux services religieux à tous les Malgaches. De 1832 à 1834, les baptêmes et les services religieux se sont poursuivis en secret. Pendant cette période, chaque année, plusieurs chrétiens sont accusés de « sorcellerie » et exilés ou soumis à l'épreuve de tangena. Ranavalona demande le départ de trois missionnaires, ne retenant que ceux dont elle considère les compétences comme précieuses pour l'État. En 1835, la reine tente de faire fermer leur imprimerie, sans viser directement la London Missionary Society (LMS), en interdisant au personnel malgache de travailler à l'imprimerie. Les missionnaires de LMS, profitant de l'absence de décrets légaux, continuent à imprimer et à distribuer des documents.
Dans un discours kabary du 26 février 1835, la reine Ranavalona interdit formellement la pratique du christianisme parmi ses sujets. Dans son discours, elle prend soin de faire la différence entre son propre peuple, pour qui la nouvelle religion est interdite et sa pratique un crime capital, et les étrangers, à qui elle accorde la liberté de religion et de conscience. Elle reconnait les précieuses contributions intellectuelles et technologiques que les missionnaires européens ont apporté au progrès de son pays, et les invite à continuer à travailler dans ce sens, à condition que leur prosélytisme cesse. Elle adresse ainsi la lettre suivante aux Européens présents sur l'île :

« À tous les Européens, Anglais ou Français, en reconnaissance du bien que vous avez fait à mon pays, en enseignant la sagesse et la connaissance, je vous exprime tous mes remerciements. J'ai pu être témoin de ce que vous avez été pour Radama, mon prédécesseur, et, depuis mon avènement, vous avez continué à rechercher le bien de mes sujets. Aussi je vous déclare que vous pouvez suivre toutes vos coutumes. N'ayez aucune crainte, car je n'ai nullement l'intention de modifier vos habitudes.
Mais si je vois quelques-uns de mes sujets vouloir changer le moins du monde les règles établies par les douze grands rois, mes ancêtres, je n'y saurai consentir ; car je ne permettrai pas que les hommes viennent changer quoi que ce soit à ce que j'ai reçu de mes ancêtres, dont j'ai accepté, sans honte et sans crainte, toutes les idées. Il vous est loisible d'enseigner à mon peuple la science et la sagesse ; mais quant à ce qui est de toucher aux coutumes des ancêtres, c'est un vain travail, et je m'y opposerai entièrement.
Aussi, en ce qui concerne la religion, soit le dimanche, soit la semaine, les baptêmes et les réunions, j'interdis à mes sujets d'y prendre part, vous laissant libres, vous, Européens, de faire ce que vous voudrez. »

— Ranavalonamanjaka.
James Cameron et d'autres missionnaires clés préférèrent partir plutôt que de rester sur l'île sans autorisation de faire du prosélytisme ; la plupart des missionnaires de la London Missionary Society (LMS), dont l'activité principale consistait à enseigner la théologie et l'alphabétisation chrétiennes dans leurs écoles nouvellement créées en utilisant la Bible comme principal texte en langue malgache, quittent l'île. Les deux derniers missionnaires restants choisissent de continuer à enseigner des compétences pratiques, dans l'espoir que les restrictions pourraient s'assouplir, mais un an plus tard, après avoir reçu des informations indirectes selon lesquelles le gouvernement souhaitait leur départ, ils ferment la mission LMS et quittent Madagascar.
Afin d'éradiquer le christianisme chez ses sujets, dans lequel elle distinguait avant tout un moyen d'infiltration au service des ambitions coloniales européennes, elle fait pourchasser les autochtones convertis, considérés comme des traîtres à la patrie (mpivarotra tanindrazana, littéralement « vendeurs de la terre ancestrale »). Elle déclare d'ailleurs dans un discours en 1849 : « Miala amiko ka mba ialako, mahafoy ahy ka mba foiko ! » (« Ils [les chrétiens] m'ont reniée [en tant que symbole vivant de leur patrie], aussi je les renie ; ils ont renoncé à moi, je renonce à eux ! »).

### Économie

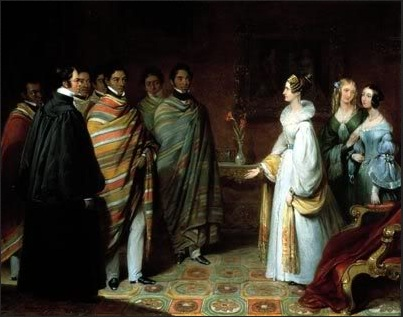
Les ambassadeurs de Ranavalona Ire.

Sous Ranavalona Ire, le royaume merina continue donc à se moderniser tant bien que mal, tout en poursuivant la consolidation de son statut en tant que royaume de Madagascar. Des nouvelles régions côtières sont soumises, afin notamment d'empêcher les Français de s'y établir. En 1845, ses troupes doivent même repousser des attaques conjointes des marines françaises et britanniques (dirigées respectivement par l'amiral Romain-Desfossés et le commandant Kelly), ce qui l'amène à fermer davantage encore l'île au commerce européen durant huit ans et d'imposer aux commerçants des deux pays une indemnité de 15 000 piastres, pour réparer les dégâts matériels subis à Manerinerina. Mise à part cette parenthèse, l'aversion prononcée de la reine Ranavalona envers les Européens s'exerce surtout dans le domaine idéologique et religieux, son pragmatisme l'amenant toutefois à revoir ses positions, surtout par rapport aux revenus substantiels que le commerce international peut apporter au royaume de Madagascar.
Ces campagnes ne manquent pas d'affecter lourdement les maigres ressources du royaume, que ce soit du point de vue financier ou militaire. Entre autres conséquences, il en a résulté un développement du commerce interne des esclaves (et également externe, clandestinement, par l'intermédiaire des trafiquants swahilis et arabes). Cela entraîne un afflux considérable de déportés étrangers jusqu'au cœur du pays merina, à l'origine ensuite du développement de la communauté des Mainty.

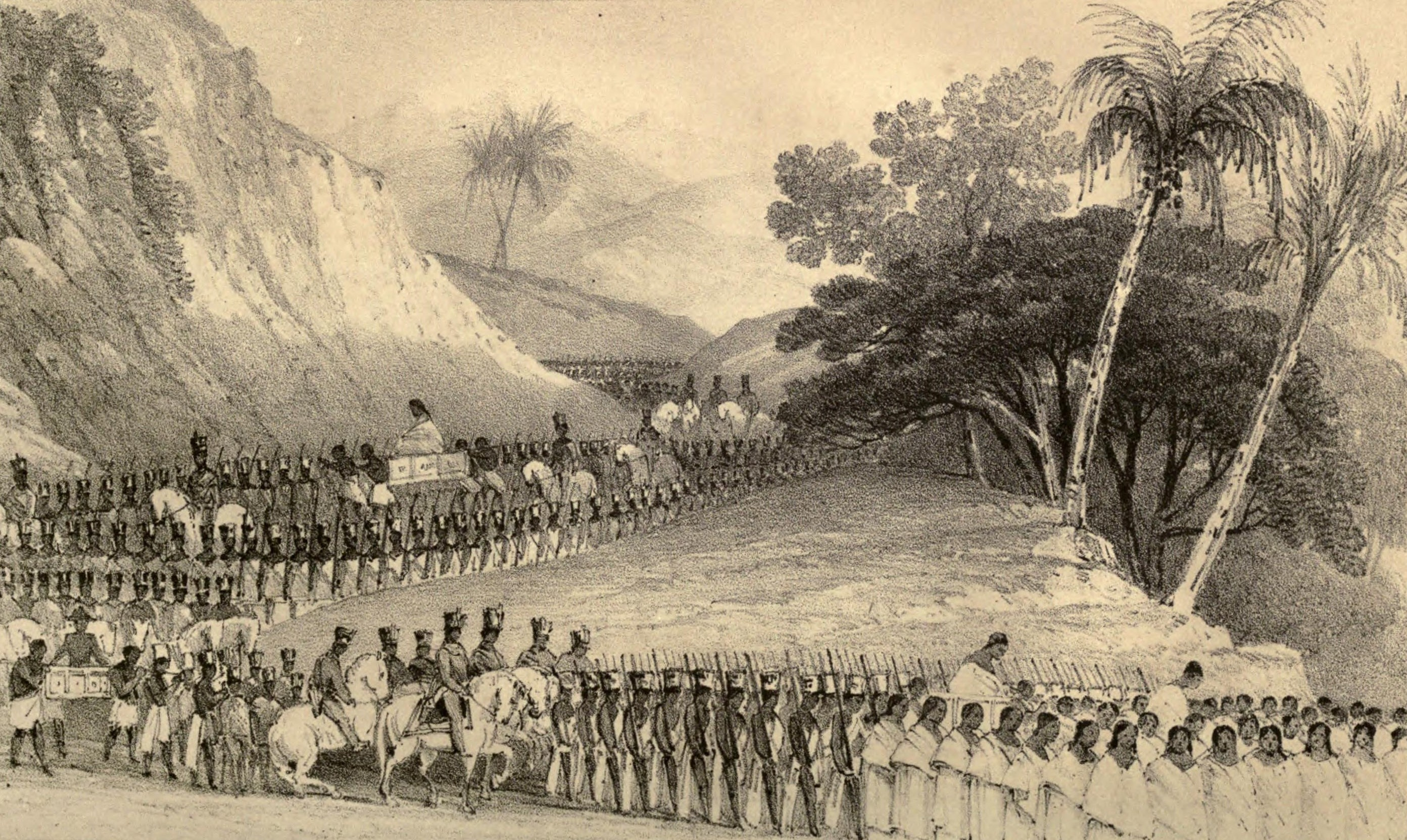
Cortège funèbre de la reine Ranavalona.

### Postérité
Ranavalona Ire agit dans la continuité de l'œuvre d'Andrianampoinimerina et de Radama Ier. On a aussi retenu d'elle cette phrase, en réponse aux prétentions des missionnaires chrétiens : « ny fomban-drazako tsy mba mahamenatra ahy na mampatahotra ahy ! » (« Je ne ressens ni honte ni crainte au sujet des coutumes de mes ancêtres ! »). Dans l'historiographie coloniale et dans l'historiographie chrétienne traditionnelle, elle a été présentée comme un symbole d'obscurantisme et de cruauté,,.
Les contemporains étrangers de la reine condamnèrent fermement sa politique et la considérèrent comme les actions d'un tyran ou même d'une folle, une caractérisation qui persista dans la littérature historique occidentale jusque dans les années 1970,. Bien que Ranavalona ait traditionnellement été décrite comme un tyran cruel et xénophobe, dans des analyses historiques plus récentes, elle est généralement considérée comme l'une des premières traditionalistes et nationalistes qui a refusé l'occupation étrangère de son royaume. À Madagascar, les Malgaches des hauts plateaux du centre ont des opinions complexes et diverses qui s’étendent sur tout ce spectre. La plupart condamnent son règne, conformément aux représentations négatives de Ranavalona dans les manuels d'histoire malgaches actuels ; ce point de vue est le plus répandu parmi les chrétiens malgaches. D’autres admirent ses efforts pour préserver les traditions et l’indépendance malgaches. La majorité, quels que soient leurs sentiments à l'égard de sa politique intérieure, la considèrent comme une figure remarquable de l'histoire malgache et saluent sa force en tant que dirigeante dans une période de tension avec les puissances européennes.

### Fin de vie et succession

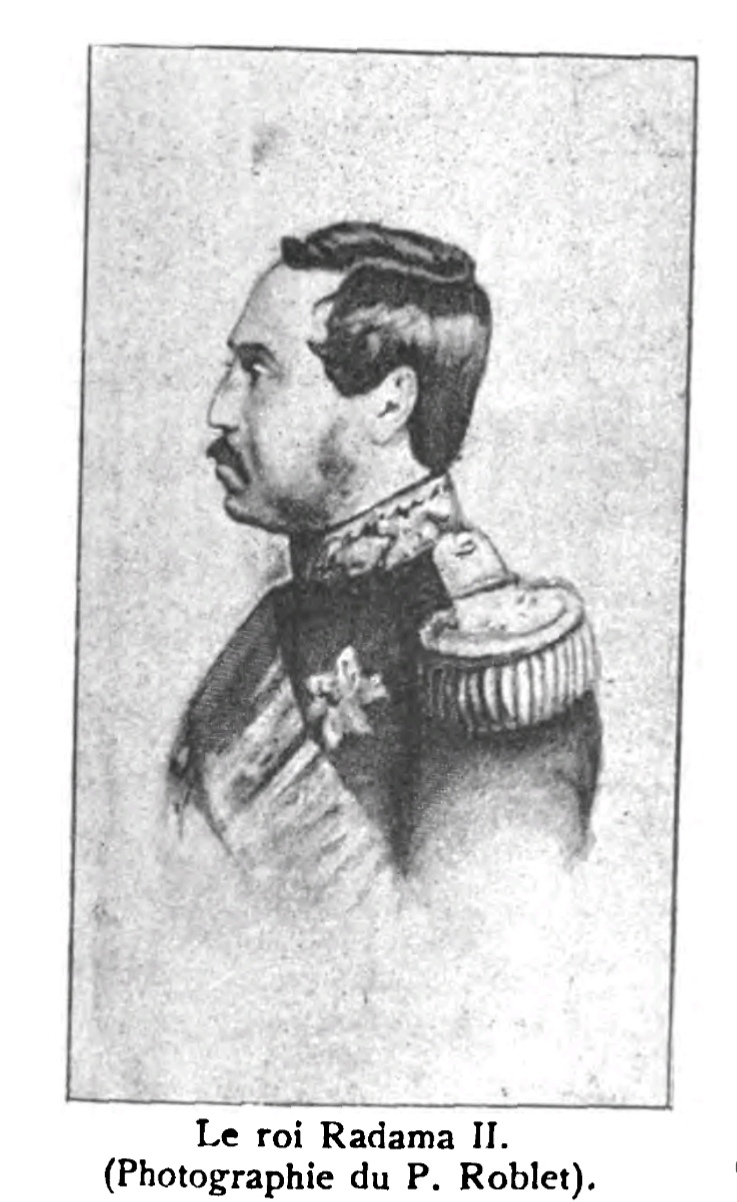
Gravure de profil de Radama II.

Le 16 août 1861, Ranavalona meurt dans son sommeil au palais Manjakamiadana, dans le Rova d'Antananarivo. Douze mille zébus sont abattus et leur viande distribuée à la population en son honneur, et le deuil officiel dure neuf mois. Son corps est déposé dans un cercueil fait de piastres d'argent dans un tombeau de la ville royale d'Ambohimanga. Lors de ses funérailles, une étincelle enflamme accidentellement un baril de poudre à canon destinée à être utilisée lors de la cérémonie, provoquant une explosion et un incendie, tuant un certain nombre de passants et détruisant trois résidences royales historiques dans la section Nanjakana de l'enceinte où l'événement a eu lieu. En 1897, les autorités coloniales françaises exhument et déplacent le corps de la reine et les restes d'autres souverains Merina vers les tombes du Rova d'Antananarivo pour tenter de désanctifier Ambohimanga. Ses os sont placés dans la tombe de la reine Rasoherina. Son fils, le prince Rakoto, lui succède sous le nom de roi Radama II.

## Ascendance
|  |                                                               |  |  |  |  |  |  |  |  |  |  |  |  |  |  |  |
|  | 16. Prince Andriamifonozozoro                                 |  |  |  |  |  |  |  |  |  |  |  |  |  |  |  |
|  |                                                               |  |  |  |  |  |  |  |  |  |  |  |  |  |  |  |
|  |                                                               |  |  |  |  |  |  |  |  |  |  |  |  |  |  |  |
|  | 8. Roi Andriambelomasina de Avaradrano et Imerinatsimo        |  |  |  |  |  |  |  |  |  |  |  |  |  |  |  |
|  |                                                               |  |  |  |  |  |  |  |  |  |  |  |  |  |  |  |
|  |                                                               |  |  |  |  |  |  |  |  |  |  |  |  |  |  |  |
|  | 17. Princesse Rangorinimerina                                 |  |  |  |  |  |  |  |  |  |  |  |  |  |  |  |
|  |                                                               |  |  |  |  |  |  |  |  |  |  |  |  |  |  |  |
|  |                                                               |  |  |  |  |  |  |  |  |  |  |  |  |  |  |  |
|  | 4. Prince Andriantsimitovizafinitrimo                         |  |  |  |  |  |  |  |  |  |  |  |  |  |  |  |
|  |                                                               |  |  |  |  |  |  |  |  |  |  |  |  |  |  |  |
|  |                                                               |  |  |  |  |  |  |  |  |  |  |  |  |  |  |  |
|  | 18. Andriampeno Randriambolanambo                             |  |  |  |  |  |  |  |  |  |  |  |  |  |  |  |
|  |                                                               |  |  |  |  |  |  |  |  |  |  |  |  |  |  |  |
|  |                                                               |  |  |  |  |  |  |  |  |  |  |  |  |  |  |  |
|  | 9. Princesse Rasoherimananitany                               |  |  |  |  |  |  |  |  |  |  |  |  |  |  |  |
|  |                                                               |  |  |  |  |  |  |  |  |  |  |  |  |  |  |  |
|  |                                                               |  |  |  |  |  |  |  |  |  |  |  |  |  |  |  |
|  | 19. Ramanitrandrianstimitovy Rasoherinaraniny                 |  |  |  |  |  |  |  |  |  |  |  |  |  |  |  |
|  |                                                               |  |  |  |  |  |  |  |  |  |  |  |  |  |  |  |
|  |                                                               |  |  |  |  |  |  |  |  |  |  |  |  |  |  |  |
|  | 2. Prince Andriantsalamanjaka                                 |  |  |  |  |  |  |  |  |  |  |  |  |  |  |  |
|  |                                                               |  |  |  |  |  |  |  |  |  |  |  |  |  |  |  |
|  |                                                               |  |  |  |  |  |  |  |  |  |  |  |  |  |  |  |
|  | 10. Andrianampianarivo                                        |  |  |  |  |  |  |  |  |  |  |  |  |  |  |  |
|  |                                                               |  |  |  |  |  |  |  |  |  |  |  |  |  |  |  |
|  |                                                               |  |  |  |  |  |  |  |  |  |  |  |  |  |  |  |
|  | 5. Rabodomanjaka                                              |  |  |  |  |  |  |  |  |  |  |  |  |  |  |  |
|  |                                                               |  |  |  |  |  |  |  |  |  |  |  |  |  |  |  |
|  |                                                               |  |  |  |  |  |  |  |  |  |  |  |  |  |  |  |
|  | 22. Prince Andriamifonozozoro (= 16)                          |  |  |  |  |  |  |  |  |  |  |  |  |  |  |  |
|  |                                                               |  |  |  |  |  |  |  |  |  |  |  |  |  |  |  |
|  |                                                               |  |  |  |  |  |  |  |  |  |  |  |  |  |  |  |
|  | 11. Ratomponivololona Ravololonandriantsimitovy               |  |  |  |  |  |  |  |  |  |  |  |  |  |  |  |
|  |                                                               |  |  |  |  |  |  |  |  |  |  |  |  |  |  |  |
|  |                                                               |  |  |  |  |  |  |  |  |  |  |  |  |  |  |  |
|  | 23. Princesse Rangorinimerina (= 17)                          |  |  |  |  |  |  |  |  |  |  |  |  |  |  |  |
|  |                                                               |  |  |  |  |  |  |  |  |  |  |  |  |  |  |  |
|  |                                                               |  |  |  |  |  |  |  |  |  |  |  |  |  |  |  |
|  | 1. Ranavalona Ire                                             |  |  |  |  |  |  |  |  |  |  |  |  |  |  |  |
|  |                                                               |  |  |  |  |  |  |  |  |  |  |  |  |  |  |  |
|  |                                                               |  |  |  |  |  |  |  |  |  |  |  |  |  |  |  |
|  | 24. Andriambemanjaka                                          |  |  |  |  |  |  |  |  |  |  |  |  |  |  |  |
|  |                                                               |  |  |  |  |  |  |  |  |  |  |  |  |  |  |  |
|  |                                                               |  |  |  |  |  |  |  |  |  |  |  |  |  |  |  |
|  | 12. Andriamiaramanjaka                                        |  |  |  |  |  |  |  |  |  |  |  |  |  |  |  |
|  |                                                               |  |  |  |  |  |  |  |  |  |  |  |  |  |  |  |
|  |                                                               |  |  |  |  |  |  |  |  |  |  |  |  |  |  |  |
|  | 25. Randranobenarivo                                          |  |  |  |  |  |  |  |  |  |  |  |  |  |  |  |
|  |                                                               |  |  |  |  |  |  |  |  |  |  |  |  |  |  |  |
|  |                                                               |  |  |  |  |  |  |  |  |  |  |  |  |  |  |  |
|  | 6. Prince Andriandamboranto                                   |  |  |  |  |  |  |  |  |  |  |  |  |  |  |  |
|  |                                                               |  |  |  |  |  |  |  |  |  |  |  |  |  |  |  |
|  |                                                               |  |  |  |  |  |  |  |  |  |  |  |  |  |  |  |
|  | 26. Roi Andriambelomasina de Avaradrano et Imerinatsimo (= 8) |  |  |  |  |  |  |  |  |  |  |  |  |  |  |  |
|  |                                                               |  |  |  |  |  |  |  |  |  |  |  |  |  |  |  |
|  |                                                               |  |  |  |  |  |  |  |  |  |  |  |  |  |  |  |
|  | 13. Princesse Ranavalonandriambelomasina                      |  |  |  |  |  |  |  |  |  |  |  |  |  |  |  |
|  |                                                               |  |  |  |  |  |  |  |  |  |  |  |  |  |  |  |
|  |                                                               |  |  |  |  |  |  |  |  |  |  |  |  |  |  |  |
|  | 27. Princesse Rasoherimananitany (= 9)                        |  |  |  |  |  |  |  |  |  |  |  |  |  |  |  |
|  |                                                               |  |  |  |  |  |  |  |  |  |  |  |  |  |  |  |
|  |                                                               |  |  |  |  |  |  |  |  |  |  |  |  |  |  |  |
|  | 3. Princesse Rabodonandriantompo                              |  |  |  |  |  |  |  |  |  |  |  |  |  |  |  |
|  |                                                               |  |  |  |  |  |  |  |  |  |  |  |  |  |  |  |
|  |                                                               |  |  |  |  |  |  |  |  |  |  |  |  |  |  |  |
|  | 28. Roi Andriambelomasina de Avaradrano et Imerinatsimo (= 8) |  |  |  |  |  |  |  |  |  |  |  |  |  |  |  |
|  |                                                               |  |  |  |  |  |  |  |  |  |  |  |  |  |  |  |
|  |                                                               |  |  |  |  |  |  |  |  |  |  |  |  |  |  |  |
|  | 14. Prince Andriankirahinimerina                              |  |  |  |  |  |  |  |  |  |  |  |  |  |  |  |
|  |                                                               |  |  |  |  |  |  |  |  |  |  |  |  |  |  |  |
|  |                                                               |  |  |  |  |  |  |  |  |  |  |  |  |  |  |  |
|  | 29. Princesse Rasoherimananitany (= 9)                        |  |  |  |  |  |  |  |  |  |  |  |  |  |  |  |
|  |                                                               |  |  |  |  |  |  |  |  |  |  |  |  |  |  |  |
|  |                                                               |  |  |  |  |  |  |  |  |  |  |  |  |  |  |  |
|  | 7. Princesse Ramboakovelo                                     |  |  |  |  |  |  |  |  |  |  |  |  |  |  |  |
|  |                                                               |  |  |  |  |  |  |  |  |  |  |  |  |  |  |  |
|  |                                                               |  |  |  |  |  |  |  |  |  |  |  |  |  |  |  |
|  | 30. Roi Andriambelomasina de Avaradrano et Imerinatsimo (= 8) |  |  |  |  |  |  |  |  |  |  |  |  |  |  |  |
|  |                                                               |  |  |  |  |  |  |  |  |  |  |  |  |  |  |  |
|  |                                                               |  |  |  |  |  |  |  |  |  |  |  |  |  |  |  |
|  | 15. Princesse Ranavalonjananjanahary                          |  |  |  |  |  |  |  |  |  |  |  |  |  |  |  |
|  |                                                               |  |  |  |  |  |  |  |  |  |  |  |  |  |  |  |
|  |                                                               |  |  |  |  |  |  |  |  |  |  |  |  |  |  |  |
|  | 31. Princesse Rasoherimananitany (= 9)                        |  |  |  |  |  |  |  |  |  |  |  |  |  |  |  |
|  |                                                               |  |  |  |  |  |  |  |  |  |  |  |  |  |  |  |
|  |                                                               |  |  |  |  |  |  |  |  |  |  |  |  |  |  |  |